# Liste der Baudenkmale in Müden (Aller)
In der Liste der Baudenkmale in Müden (Aller) sind alle Baudenkmale der niedersächsischen Gemeinde Müden (Aller) aufgelistet. Die Quelle der Baudenkmale ist der Denkmalatlas Niedersachsen. Der Stand der Liste ist der 11. Januar 2023.

## Allgemein
In den Spalten befinden sich folgende Informationen:
- Lage: die Adresse des Baudenkmales und die geographischen Koordinaten. Kartenansicht, um Koordinaten zu setzen. In der Kartenansicht sind Baudenkmale ohne Koordinaten mit einem roten Marker dargestellt und können in der Karte gesetzt werden. Baudenkmale ohne Bild sind mit einem blauen Marker gekennzeichnet, Baudenkmale mit Bild mit einem grünen Marker.
- Bezeichnung: Bezeichnung des Baudenkmales
- Beschreibung: die Beschreibung des Baudenkmales. Unter § 3 Abs. 2 NDSchG werden Einzeldenkmale und unter § 3 Abs. 3 NDSchG Gruppen baulicher Anlagen und deren Bestandteile ausgewiesen.
- ID: die Objekt-ID des Baudenkmales
- Bild: ein Bild des Baudenkmales, ggf. zusätzlich mit einem Link zu weiteren Fotos des Baudenkmals im Medienarchiv Wikimedia Commons. Wenn man auf das Kamerasymbol klickt, können Fotos zu Baudenkmalen aus dieser Liste hochgeladen werden:

## Ettenbüttel

### Einzelbaudenkmale
| Lage                                            | Bezeichnung               | Beschreibung | ID       | Bild |
| ----------------------------------------------- | ------------------------- | --- | -------- | ---- |
| Allertal 15 52° 30′ 3″ N, 10° 24′ 31″ O         | Wohn-/ Wirtschaftsgebäude | Eingeschossiges traufständiges Vierständer-Hallenhaus mit Ziegelausfachung unter Krüppelwalmdach, mit mittiger Längseinfahrt.                                                                                   | 33934218 | BW   |
| Hirtenwinkel 4 52° 29′ 55″ N, 10° 24′ 38″ O     | Wohn-/ Wirtschaftsgebäude | Eingeschossiges Vierständer-Hallenhaus in Ziegelausfachung unter Halbwalmdach mit außermittiger Längseinfahrt. Quergestellter Stallanbau unter Satteldach, teils in Fachwerk, teils massiv aus rotem Backstein. | 33934242 | BW   |
| (Bokelberge) Nr. 2 52° 30′ 33″ N, 10° 24′ 25″ O | Speicher                  | Zweigeschossiger Fachwerkbau mit allseitig vorkragendem OG unter Satteldach. Teils verputzte Gefache, teils backsteinsichtig. Giebeldreiecke mit vertikaler Holzschalung.                                       | 33934711 | BW   |

## Flettmar

### Gruppe: Bahndamm Flettmar
Die Gruppe hat die ID 33920484. Das Allertal durchquerender Bahndamm mit drei Eisenfachwerkbrücken der ehemaligen Bahnlinie Müden-Celle.

| Lage                                          | Bezeichnung     | Beschreibung | ID       | Bild |
| --------------------------------------------- | --------------- | --- | -------- | ---- |
| Bundesbahnanlage 52° 32′ 19″ N, 10° 19′ 11″ O | Eisenbahnbrücke | Genietete Fachwerkträgerbrücke aus Eisen mit zwei Hauptträgerwänden mit einteiligem Ständerfachwerk und diagonalen Zugstreben.                                                                          | 33934314 | BW   |
| Bundesbahnanlage 52° 32′ 16″ N, 10° 19′ 32″ O | Eisenbahnbrücke | Genietete Fachwerkträgerbrücke aus Eisen mit zwei Hauptträgerwänden mit einteiligem Ständerfachwerk und diagonalen Zugstreben.                                                                          | 33934290 | BW   |
| Bundesbahnanlage 52° 32′ 15″ N, 10° 19′ 40″ O | Eisenbahnbrücke | Genietete Fachwerkträgerbrücke aus Eisen mit zwei Hauptträgerwänden mit einteiligem Ständerfachwerk und diagonalen Zugstreben, über der Aller als Bogenbrücke. Widerlager aus Sandsteinquadermauerwerk. | 33934266 | BW   |

### Gruppe: Dorfstraße 40
Die Gruppe hat die ID 33920519. Große Vierseithofanlage mit Wohn-/ Wirtschaftsgebäude, Stall und zwei Scheunen sowie der Hofpflasterung.

| Lage                         | Bezeichnung               | Beschreibung | ID       | Bild |
| ---------------------------- | ------------------------- | --- | -------- | ---- |
| 52° 31′ 41″ N, 10° 19′ 12″ O | Wohn-/ Wirtschaftsgebäude | Vierständer-Hallenhaus in Fachwerk auf niedrigem Sandsteinsockel unter Krüppelwalmdach. Wirtschaftsteil eingeschossig mit Vorschauer und mittiger Längseinfahrt. Wohnteil überhöht und zweigeschossig. Teilweise Innentüren und Treppe zum OG erhalten. Ehemaliger Stallteil zu Wohnzwecken ausgebaut. | 33934408 | BW   |
| 52° 31′ 41″ N, 10° 19′ 11″ O | Stall                     | Eingeschossiger traufständiger Ziegelbau unter Satteldach, mit Zwerchhäusern samt Ladeluken sowie Tür- und Fensteröffnungen unter Segmentbögen zur Hofseite. Öffnungen teilweise zugesetzt. | 33934384 | BW   |
| 52° 31′ 41″ N, 10° 19′ 9″ O  | Scheune                   | Eingeschossiger giebelständiger Fachwerkbau auf niedrigem Sockel unter Krüppelwalmdach. Teilunterkellerung durch hohen Backsteinsockel mit kleinformatigen Segmentbogenfenstern zwischen großen Querdurchfahrten sichtbar.                                                                             | 33934338 | BW   |
| 52° 31′ 41″ N, 10° 19′ 10″ O | Scheune                   | Eingeschossiger traufständiger Fachwerkbau als Querdurchfahrtsscheune auf niedrigem Sandsteinsockel mit Backsteinrollschicht unter Satteldach. | 33934360 | BW   |

## Müden (Aller)

### Gruppe: Dorfkern
Die Gruppe hat die ID 33920416. Historische Ortsmitte mit Kirche, Pfarrhaus, Pfarrwitwenhaus, einer ehemaligen Schule sowie mehreren Hofanlagen als funktional und städtebaulich markante Einheit.

#### Gruppe: An der Kirche 9
| Lage                         | Bezeichnung  | Beschreibung | ID       | Bild |
| ---------------------------- | ------------ | --- | -------- | ---- |
| 52° 31′ 32″ N, 10° 21′ 33″ O | Wohnhaus     | Zweigeschossiges aus rotem Backstein massiv errichtetes Gebäude unter Satteldach mit Fassadengliederung mit deutschem Band und Ecklisenen, Fenster- und Türöffnungen unter flachem Segmentbogen. Im Norden schmaler Anbau mit Übergang zum Stall mit ehemals Kammer, Abstellräumen, Luftschleuse und Leutestube. | 33934639 | BW   |
| 52° 31′ 34″ N, 10° 21′ 33″ O | Scheune      | Eingeschossige traufständige Fachwerkscheune auf niedrigem Sockel unter Satteldach, hofseitiger Schauer, mit Querein- und Querdurchfahrt. | 51180293 | BW   |
| 52° 31′ 33″ N, 10° 21′ 34″ O | Nebengebäude | Eingeschossiges traufständiges massiv errichtetes Nebengebäude unter Satteldach. | 51180530 | BW   |
| 52° 31′ 33″ N, 10° 21′ 33″ O | Stall        | Eingeschossiger Massivbau unter Satteldach mit Ladeluke im Nordgiebel. Ehemaliger Kuhstall. | 51180430 | BW   |

#### Gruppe: Hauptstraße 12
Die Gruppe hat die ID 33920466. Große offene Anlage mit Wohn-/ Wirtschaftsgebäude, Schafstall, Brunnen und Baumbestand sowie der erhaltenen Einfriedung.

| Lage                         | Bezeichnung                                   | Beschreibung | ID       | Bild |
| ---------------------------- | --------------------------------------------- | --- | -------- | ---- |
| 52° 31′ 34″ N, 10° 21′ 27″ O | Dannheimscher Hof (Wohn-/ Wirtschaftsgebäude) | Vierständer-Hallenhaus mit zweigeschossigen überhöhten Wohnteil, Wirtschaftsteil in Ständerbauweise mit außermittiger Längseinfahrt, auf niedrigem Sandsteinsockel unter Krüppelwalmdach. Viele historische Innenausstattungselemente erhalten. | 33934831 |      |
| 52° 31′ 33″ N, 10° 21′ 29″ O | Dannheimscher Hof (Schafstall)                | Eingeschossiger Fachwerkbau mit verputzten Gefachen unter Halbwalmdach, zugesetztes Tor im Ostgiebel. | 33934904 |      |
| 52° 31′ 34″ N, 10° 21′ 29″ O | Dannheimscher Hof (Einfriedung)               | Einfriedung mit Pfeilern und Staketenzaun im Nordosten des Grundstücks, an Hofeinfahrt mit gestalteten Sandsteinpfeilern, ansonsten kleinere Steinpfeiler.                                                                                      | 45370829 | BW   |

#### Gruppe: Hauptstraße 19
Die Gruppe hat die ID 33920434. Hofstelle mit Wohn-/ Wirtschaftsgebäude und Speicher.

| Lage                         | Bezeichnung               | Beschreibung | ID       | Bild |
| ---------------------------- | ------------------------- | --- | -------- | ---- |
| 52° 31′ 35″ N, 10° 21′ 34″ O | Wohn-/ Wirtschaftsgebäude | Eingeschossiges giebelständiges Vierständer-Hallenhaus unter Satteldach mit Dreiviertelwalm mit Ziegeldeckung und außermittiger Längseinfahrt.                    | 33935028 | BW   |
| 52° 31′ 35″ N, 10° 21′ 33″ O | Speicher                  | Eineinhalbgeschossiger Fachwerkbau auf niedrigem Feldsteinsockel unter Satteldach nach Westen abgewalmt. Ostgiebel mit vertikaler Holzverschalung und Holztreppe. | 33935053 |      |

#### Einzelbaudenkmale
| Lage                                          | Bezeichnung          | Beschreibung | ID       | Bild |
| --------------------------------------------- | -------------------- | --- | -------- | ---- |
| An der Kirche 6 52° 31′ 32″ N, 10° 21′ 31″ O  | St. Petri            | Einschiffiger Backsteinbau mit polygonaler Apsis unter Satteldach, welches über dem Chor abgewalmt ist. Verputztes Mauerwerk sowie gemauerte Strebepfeiler. Am Chor Spitzbogenfenster, am Schiff unterschiedlich formatige Rechteck- und ein Spitzbogenfenster. Im Westen zweigeschossiger Westturm in Fachwerk unter Zeltdach mit Schleppgauben (1767) sowie zweigeschossiger Fachwerkanbau mit vorkragenden Geschossen an Nordseite. | 33934584 |      |
| An der Kirche 6 52° 31′ 32″ N, 10° 21′ 31″ O  | St. Petri (Kirchhof) | Kirchhof mit vorwiegend im südlichen Teil gelegenen Grabsteinen und -kreuzen. | 50859024 | BW   |
| An der Kirche 8 52° 31′ 32″ N, 10° 21′ 32″ O  | Pfarrwitwenhaus      | Eingeschossiger Fachwerkbau unter hohen Halbwalmdach. Nordostgiebelseite mit Kopfbändern unterhalb der Hauptbalkenlage, Gefache verputzt, ansonsten backsteinsichtig. | 33934612 |      |
| An der Kirche 10 52° 31′ 32″ N, 10° 21′ 36″ O | Pfarrhaus            | Vierständer-Hallenhaus auf niveauausgleichendem Backsteinsockel unter Halbwalmdach mit mittiger Längseinfahrt. Westliche Traufseite aufgestockt, Wohngiebel in Ziegel Ende 19. Jh. vorgeblendet. Tw. historische Innenausstattung wie Türblätter, Treppe und Fliesenboden erhalten. | 33934661 | BW   |
| Hauptstraße 14 52° 31′ 34″ N, 10° 21′ 31″ O   | Schule               | Eingeschossiger giebelständiger Fachwerkbau mit Ziegelausfachung auf niedrigem Sandsteinsockel mit Backsteinrollschicht unter Satteldach. Andreaskreuze zur Eckaussteifung, DG ausgebaut, mit Schleppgauben, Dielentor im Norden. | 33934929 |      |
| Hauptstraße 15 52° 31′ 35″ N, 10° 21′ 30″ O   | Scheune              | Eingeschossiger traufständiger Fachwerkbau mit Ziegelausfachung auf Backsteinsockel unter Krüppelwalmdach. | 33934956 | BW   |
| Hauptstraße 17 52° 31′ 35″ N, 10° 21′ 32″ O   | Wohnhaus             | Eingeschossiger traufständiger Ziegelbau mit mittigem Zwerchhaus und zurückliegender Hauseingangstür, unter Krüppelwalmdach. Zierziegelsetzungen an Ortgang, Geschosssims und an Fenstern mit Segmentbögen, glasierten Fensterbänken und darunterliegenden Stipp-Putzfeldern. | 33935004 | BW   |

### Gruppe: Flettmarer Straße 7
Die Gruppe hat die ID 33920450. Kleine Hofstelle bestehend aus Wohn-/Wirtschaftsgebäude und Stallgebäude.

| Lage                                             | Bezeichnung               | Beschreibung | ID       | Bild |
| ------------------------------------------------ | ------------------------- | --- | -------- | ---- |
| Flettmarer Straße 7 52° 31′ 44″ N, 10° 21′ 14″ O | Stall                     | | 33934759 | BW   |
| Flettmarer Straße 7 52° 31′ 44″ N, 10° 21′ 14″ O | Wohn-/ Wirtschaftsgebäude | Eingeschossiges Zweiständer-Hallenhaus unter Krüppelwalmdach mit Niedersachsengiebel, mit außermittiger Längseinfahrt. | 33934783 | BW   |

### Einzelbaudenkmale
| Lage                                             | Bezeichnung               | Beschreibung | ID       | Bild |
| ------------------------------------------------ | ------------------------- | --- | -------- | ---- |
| Ahnser Straße 4 52° 31′ 30″ N, 10° 21′ 43″ O     | Speicher                  | Zweistöckiger traufständiger Fachwerkbau mit Ziegelausfachung und allseitig vorkragendem OG unter Satteldach mit Ziegeldeckung, Außentreppe erneuert. | 33934560 | BW   |
| Müden (Aller) 52° 31′ 19″ N, 10° 21′ 38″ O       | Okerstauwehr              | Seitliche Wangen sowie ovaler Mittelteil aus großen, behauenen Sandsteinblöcken, die Schützenanlage aus genieteter Stahlkonstruktion mit Holzschützen, beide große Wehre mittels einer Stahl-Aufwinde-Einrichtung geöffnet werden können. Nördlich eine Reihe von Prallsteinen, dahinter Sohlabsturz. Erbaut um 1880 zur Regulierung des Wasserstandes, die in die Aller mündet. | 33934536 |      |
| Flettmarer Straße 4 52° 31′ 46″ N, 10° 21′ 13″ O | Wohn-/ Wirtschaftsgebäude | Vierständer-Hallenhaus mit Ziegelausfachung, teilweise verputzt mit außermittiger Längseinfahrt unter Halbwalmdach. | 33934735 | BW   |
| Spiekerweg 7 52° 31′ 41″ N, 10° 21′ 16″ O        | Wohn-/ Wirtschaftsgebäude | Eingeschossiges traufständiges Vierständer-Hallenhaus mit Ziegelausfachung, mittiger Längseinfahrt unter Halbwalmdach mit Uhlenloch. Wirtschaftsteil zu Wohnzwecken ausgebaut. | 33935130 | BW   |
| L 283 52° 32′ 46″ N, 10° 23′ 6″ O                | Grenzstein                | | 33935157 | BW   |